# Пам'ятки архітектури національного значення Волинської області
Список пам'яток архітектури національного значення Волинської області нараховує 203 об'єкти.
| № п/п                      | Найменування пам'ятки                                              | Датування          | Місцезнаходження               | Охоронний номер та номер у комплексі |
| місто Луцьк                |                                                                    |                    |                                |                                      |
| 774                        | Замок (Верхній) (мур.):                                            | к.13 ст.           | вул.Кафедральна, 1а            | 75 / 0                               |
| 775                        | В'їзна (Надбрамна) башта                                           | к.13 ст.           | вул.Кафедральна, 1а            | 75 / 1                               |
| 776                        | Башта Стирова (Свидригайла) (мур.)                                 | 14 - 15 ст.        | вул.Кафедральна, 1а            | 75 / 2                               |
| 777                        | Владича башта (мур.)                                               | 13 - 15 ст.        | вул.Кафедральна, 1а            | 75 / 3                               |
| 778                        | Замкові мури (мур.)                                                | к.13 - п.15 ст.    | вул.Кафедральна, 1а            | 75 / 4                               |
| 779                        | Житловий будинок "Шляхетський" (мур.)                              | 1789 р.            | вул.Кафедральна, 1а            | 75 / 5                               |
| 780                        | Житловий будинок "Єпископський" (мур.)                             | 1814 р.            | вул.Кафедральна, 1а            | 75 / 6                               |
| 781                        | Монастир бернардинів (мур.)                                        | 1752 р. - п.20 ст. | вул.Лесі Українки, 60          | 76 / 0                               |
| 782                        | Троїцький кафедральний собор (костел монастиря бернардинів) (мур.) | 1752-1755 рр.      | вул.Лесі Українки, 60          | 76 / 1                               |
| 783                        | Келії (мур.)                                                       | 1752 - 1755 рр.    | пр.Волі, 2                     | 76 / 2                               |
| 784                        | Брама (мур.)                                                       | 1876 р.            | вул.Лесі Українки, 60          | 76 / 3                               |
| 785                        | Монастир єзуїтів (мур.):                                           | 1606 - 1610 рр.    | вул.Кафедральна, 6             | 77 / 0                               |
| 786                        | Петропавлівський костел (мур.)                                     | 1606 - 1610 рр.    | вул.Кафедральна, 6             | 77 / 1                               |
| 787                        | Дзвіниця (мур.)                                                    | 1539 р.            | вул.Кафедральна, 17            | 77 / 2                               |
| 788                        | Келії (мур.)                                                       |                    | вул.Кафедральна, 6             | 77 / 3                               |
| 789                        | Покровська церква (мур.)                                           | 1606 - 1610 рр.    | вул. Д. Галицького, 12         | 78 / 0                               |
| 790                        | Здвиженська церква (мур.)                                          | 1619 - 1888рр.     | вул.Д.Галицького, 2            | 79 / 0                               |
| 791                        | Монастир домініканів (мур.):                                       | П.18 ст.           | вул.Драгоманова, 26            | 80 / 0                               |
| 792                        | Келії монастиря домініканів (мур.)                                 | п.18 ст.           | вул.Драгоманова, 26            | 80 / 1                               |
| 793                        | Монастир тринітаріїв (мур.)                                        | 1729 р.            | вул.Сенаторки Левчанівської, 4 | 81 / 0                               |
| 794                        | Житловий будинок (мур.)                                            | 16 - 17 ст.        | вул.Братковського, 35          | 82 / 0                               |
| 795                        | Монастир василіан (мур.)                                           | 1647 р.            | вул.Кондзелевича, 5            | 83 / 0                               |
| 796                        | Монастир бригіток (мур.)                                           | 1624 р.            | вул.Кафедральна, 16            | 1005 / 0                             |
| 797                        | Монастир шариток (мур.)                                            | 18 - 19 ст.        | вул.Кафедральна, 17, 19        | 1006 / 0                             |
| 798                        | Житловий будинок Пузини (мур.)                                     | 16 - 18 ст.        | вул.Кафедральна, 23            | 1007 / 0                             |
| 799                        | Синагога (мур.)                                                    | к.14 ст. - 1629 р. | вул.Д.Галицького, 19           | 1008 / 0                             |
| 800                        | Житловий будинок (мур.)                                            | 17 - 19 ст.        | вул.Пушкіна, 2                 | 1009 / 0                             |
| 801                        | Башта оборонна князів Чорторийських з муром (мур.)                 | 14 - 15 ст.        | Старе місто                    | 1010 / 0                             |
| Володимир-Волинський район |                                                                    |                    |                                |                                      |
| м.Володимир-Волинський     |                                                                    |                    |                                |                                      |
| 802                        | Комплекс Успенського собору (мур.):                                | 12 - 17 ст.        | вул.Князя Всеволода, 1         | 84 / 0                               |
| 803                        | Успенський собор (Мстиславів храм) (мур.)                          | 1156 р.            | вул.Князя Всеволода, 1         | 84 1                                 |
| 804                        | Будинок з дзвіницею (мур.)                                         | 1494 р.            | вул.Князя Всеволода, 1         | 84 / 2                               |
| 805                        | Мури з брамами (мур.)                                              | 17 ст.             | вул.Князя Всеволода, 1         | 84 / 3                               |
| 806                        | Василівська церква (мур.)                                          | к.13 ст.           | вул.Василівська, 30            | 85 / 0                               |
| 807                        | Костел Йоакима і Анни (мур.)                                       | 1752 р.            | вул.Героїв, 1                  | 86 / 0                               |
| 808                        | Миколаївська церква (мур.)                                         | 1780 р.            | вул.Миколаївська, 1а           | 1011 / 0                             |
| 809                        | Костел Розіслання Апостолів (мур.)                                 | 1766 р.            | вул.Миколаївська, 20           | 1012 / 0                             |
| 810                        | Земляні вали замку                                                 | 10 - 14 ст.        | вул.Соборна, 2                 | 1013 / 0                             |
| 811                        | Святогірський Успенський монастир (мур.) :                         | 15 - 20 ст.        | с.Зимне                        | 88 / 0                               |
| 812                        | Успенський собор з печерами (мур.)                                 | 1495 - 1550 рр.    | с.Зимне                        | 88 / 1                               |
| 813                        | Оборонні мури з баштами (мур.)                                     | 15 - 16 ст.        | с.Зимне                        | 88 / 2                               |
| 814                        | Троїцька церква (мур.)                                             | 1567 р.            | с.Зимне                        | 88 / 3                               |
| 815                        | Трапезна (мур.)                                                    | 15 - 16 ст.        | с.Зимне                        | 88 / 4                               |
| 816                        | Надбрамна дзвіниця (мур.)                                          | 1898 р.            | с.Зимне                        | 88 / 5                               |
| 817                        | Школа (мур.)                                                       | 1899 р.            | с.Зимне                        | 88 / 6                               |
| 818                        | Миколаївська церква (дер.)                                         | 1601 р.            | с.Зимне                        | 91 / 0                               |
| 819                        | Петропавлівська церква (дер.)                                      | 1783 р.            | с.Новосілки                    | 1014 / 0                             |
| 820                        | Михайлівська церква (дер.)                                         | 1770 р.            | с.Хмелів                       | 1015 / 0                             |
| 821                        | Церква Різдва Святої Богородиці (дер.)                             | 1791 р.            |                                |                                      |
| Горохівський район         |                                                                    |                    |                                |                                      |
| 821                        | Троїцький костел (мур.)                                            | 1765 р.            | м. Берестечко                  | 98 / 1                               |
| 822                        | Дзвіниця Троїцького костелу (мур.)                                 | 18 ст.             | м. Берестечко                  | 98 / 2                               |
| 823                        | Каплиця Св.Теклі (мур.)                                            | 17 ст.             | м. Берестечко                  | 99 / 0                               |
| 824                        | Миколаївська церква (дер.)                                         | 1678 р.            | м. Борочиче                    | 100 / 0                              |
| 825                        | Покровська церква (дер.)                                           | 1725 р.            | с. Брани                       | 1016 / 0                             |
| 826                        | Здвиженська церква (дер.)                                          | 1782 р.            | с. Вільхівка                   | 101 / 1                              |
| 827                        | Дзвіниця Здвиженської церкви (дер.)                                | 1782 р.            | с. Вільхівка                   | 101 / 2                              |
| 828                        | Преображенська церква (дер.)                                       | 1765 р.            | с. Квасів                      | 102 / 1                              |
| 829                        | Дзвіниця Преображенської церкви (дер.)                             | 1765 р.            | с. Квасів                      | 102 / 2                              |
| 830                        | Георгіївська церква (дер.)                                         | 1861 р.            | с. Кутрів                      | 103 / 1                              |
| 831                        | Дзвіниця Георгіївської церкви (дер.)                               | 1761 р.            | с. Кутрів                      | 103 / 2                              |
| 832                        | Миколаївська церква (дер.)                                         | 1638 р.            | с. Охлопів                     | 105 / 0                              |
| 833                        | Ганнозачатіївська церква (дер.)                                    | 17 ст.             | с. Підбереззя                  | 106 1                                |
| 834                        | Дзвіниця Ганнозачатіїв-ської церкви (дер.)                         | 17 ст.             | с. Підбереззя                  | 106 / 2                              |
| 835                        | Михайлівська церква (дер.)                                         | 1856 - 1779 рр.    | с. Ржищів                      | 107 / 1                              |
| 836                        | Михайлівська дерква (дер.)                                         | 1783 р.            | с. Смолява                     | 1017 / 0                             |
| Іваничівський район        |                                                                    |                    |                                |                                      |
| 837                        | Богородицька церква (дер.)                                         | 1766 р.            | с.Бужковичі                    | 87 / 1                               |
| 838                        | Дзвіниця Богородицької церкви (дер.)                               | 18 ст.             | с.Бужковичі                    | 87 / 2                               |
| 839                        | Здвиженська церква (дер.)                                          | 1779 р.            | с.Колона                       | 1018 / 0                             |
| 840                        | Церква Св.Параскеви (мур.)                                         | 1778 р.            | с.Милятин                      | 1019 / 0                             |
| 841                        | Церква Різдва Богородиці (дер.)                                    | 1713 р.            | с.Мовники                      | 92 / 0                               |
| 842                        | Комплекс Успенської церкви (зміш.):                                | 17 ст.             | с.Низкиничі                    | 93 / 0                               |
| 843                        | Успенська церква (мур.)                                            | 1653 р.            | с.Низкиничі                    | 93 / 1                               |
| 844                        | Дзвіниця Успенської церкви (дер.)                                  | 17 ст.             | с.Низкиничі                    | 93 / 2                               |
| 845                        | Мур (дер.)                                                         | 17 ст.             | с.Низкиничі                    | 93 / 3                               |
| 846                        | Миколаївська церква (дер.)                                         | 1773 - 1778 рр.    | с.Стара Лішня                  | 96 / 0                               |
| 847                        | Успенська церква (дер.)                                            | 1784 р.            | с.Стара Лішня                  | 1020 / 0                             |
| Камінь-Каширський район    |                                                                    |                    |                                |                                      |
| 848                        | Церква Різдва Богородиці (дер.)                                    | 1723 р.            | вул.Воля, 107                  | 108 / 0                              |
| 849                        | Іллінська церква (дер.)                                            | 1700 - 1886 рр.    | вул.Воля, 3                    | 1021 / 0                             |
| 850                        | Михайлівська церква (дер.)                                         | 1742 р.            | с.Верхи                        | 110 / 0                              |
| 851                        | Церква Різдва Богородиці (дер.)                                    | 1737 р.            | с.Видерта                      | 1022 / 0                             |
| 852                        | Михайлівська церква (дер.)                                         | 1775 р.            | с.Грудки (кол.Ольбле-Руське)   | 111 / 1                              |
| 853                        | Дзвіниця Михайлівської церкви (дер.)                               | 1882 р.            | с.Грудки (кол.Ольбле-Руське)   | 111 / 2                              |
| 854                        | Успенська церква (дер.)                                            | 1795 р.            | с.Запруддя                     | 1023 / 0                             |
| 855                        | Успенська церква (дер.)                                            | 1589 р.            | с.Качин                        | 112 / 0                              |
| 856                        | Стрітенська церква (дер.)                                          | 1642 р.            | с.Михнівка                     | 113 / 1                              |
| 857                        | Преображенська церква (дер.)                                       | 1600 р.            | с.Нуйно                        | 114 / 0                              |
| 858                        | Церква Св.Параскеви (дер.)                                         | 1777 р.            | с.Осівці (кол.Ольбле-Лядське)  | 1024 / 0                             |
| 859                        | Михайлівська церква (дер.)                                         | 1790 р.            | с.Хотешів                      | 1025 / 0                             |
| Ківерцівський район        |                                                                    |                    |                                |                                      |
| 860                        | Комплекс колегіати (мур.):                                         | 17 ст.             | смт.Олика                      | 116 / 0                              |
| 861                        | Троїцький костел (колегіата) (мур.)                                | 1635 - 1640 рр.    | смт.Олика                      | 116 / 1                              |
| 862                        | Дзвіниця (мур.)                                                    | 1650 р.            | смт.Олика                      | 116 / 2                              |
| 863                        | Мури з баштами і брамами (мур.)                                    | 1650 р.            | смт.Олика                      | 116 / 3                              |
| 864                        | Замок Радзивіллів (мур.)                                           | 1564 р.            | смт.Олика                      | 117 / 0                              |
| 865                        | Петропавлівський костел (мур.)                                     | 1450 - 1612 рр.    | смт.Олика                      | 118 / 0                              |
| 866                        | В'їзна (Луцька) брама міських укріплень (мур.)                     | 30-ті рр. 17 ст.   | смт.Олика                      | 1026 / 0                             |
| 867                        | Миколаївський монастир (мур.):                                     | 1703 р. - 18 ст.   | с.Жидичин                      | 119 / 0                              |
| 868                        | Миколаївська церква (мур.)                                         | 1723 р.            | с.Жидичин                      | 119 / 1                              |
| 869                        | Дзвіниця (мур.)                                                    | 18 ст.             | с.Жидичин                      | 119 / 2                              |
| 870                        | Будинок єпископа (мур.)                                            | 1723 р.            | с.Жидичин                      | 119 / 3                              |
| 871                        | Стрітенська церква та дзвіниця (мур.):                             | 1784 р.            | с.Залісоче                     | 120 / 0                              |
| 872                        | Стрітенська церква (мур.)                                          | 1784 р.            | с.Залісоче                     | 120 / 1                              |
| 873                        | Дзвіниця Стрітенської церкви (дер.)                                | 1806 р.            | с.Залісоче                     | 120 / 2                              |
| 874                        | Михайлівська церква (дер.)                                         | 1770 р.            | с.Липне                        | 122 / 1                              |
| 875                        | Дзвіниця Михайлівської церкви (дер.)                               | к.19 ст.           | с.Липне                        | 122 / 2                              |
| 876                        | Михайлівська церква (дер.)                                         | 1776 р.            | с.Макаревичі                   | 123 / 1                              |
| 877                        | Дзвіниця Михайлівської церкви (дер.)                               | 1776 р.            | с.Макаревичі                   | 123 / 2                              |
| 878                        | Покровська церкви (дер.)                                           | 1810 р.            | с.Метельне                     | 124 / 1                              |
| 879                        | Дзвіниця Покровської церкви (дер.)                                 | к.19 ст.           | с.Метельне                     | 124 / 2                              |
| Ковельський район          |                                                                    |                    |                                |                                      |
| 880                        | Костел Св. Михайла (мур.)                                          | 1711 - 1728 рр.    | смт.Голоби                     | 140 / 0                              |
| 881                        | Садиба (мур.):                                                     | 18 - п.19 ст.      | смт.Голоби                     | 1027 / 0                             |
| 882                        | Садибний будинок (мур.)                                            | п.20 ст.           | смт. Голоби                    | 1027 / 1                             |
| 883                        | В'їзна брама (мур.)                                                | 18 ст.             | смт. Голоби                    | 1027 / 2                             |
| 884                        | Георгіївська церква (мур.)                                         | 1783 р.            | смт. Голоби                    | 1028 / 1                             |
| 885                        | Дзвіниця Георгіївської церкви (дер.)                               | 18 ст.             | смт. Голоби                    | 1028 / 2                             |
| 886                        | Дмитрівська церква (дер.)                                          | 1567 р.            | с.Гішин                        | 1029 / 0                             |
| 887                        | Успенська церква (мур.)                                            | 1769 р.            | с.Доротище                     | 129 / 1                              |
| 888                        | Дзвіниця Успенської церкви (дер.)                                  | п.19 ст.           | с.Доротище                     | 129 / 2                              |
| 889                        | Михайлівська церква (дер.)                                         | 1710 р.            | с.Дроздні                      | 130 / 0                              |
| Локачинський район         |                                                                    |                    |                                |                                      |
| 890                        | Михайлівська церква (мур.)                                         | 1787 р..           | с.Великий Окорськ              | 1030 / 1                             |
| 891                        | Дзвіниця Михайлівської церкви (зміш.)                              | к.18 ст.           | с.Великий Окорськ              | 1030 / 2                             |
| 892                        | Костел Св.Трійці (мур.)                                            | 1642 р.            | с.Затурці                      | 1031 / 0                             |
| 893                        | Комплекс Михайлівської Церкви (мур.):                              | 1632 - 1677 рр.    | с.Кисилин                      | 89 / 0                               |
| 894                        | Михайлівська церква (мур.)                                         | 1632 - 1677 рр.    | с.Кисилин                      | 89 / 1                               |
| 895                        | Дзвіниця (мур.)                                                    | сер.17 ст.         | с.Кисилин                      | 89 / 2                               |
| 896                        | Мур з брамою (мур.)                                                | сер.17 ст.         | с.Кисилин                      | 89 / 3                               |
| 897                        | Церква Св.Луки (дер.)                                              | 1788 р.            | с.Сірнички                     | 144 / 0                              |
| Луцький район              |                                                                    |                    |                                |                                      |
| 898                        | Михайлівська церква (мур.)                                         | 1636 р.            | с.Білосток                     | 142 / 0                              |
| 899                        | Комплекс церкви Різдва Богородиці (мур.):                          | 1785 - 1869 рр.    | с.Воротнів                     | 1032 / 0                             |
| 900                        | Церква Різдва Богородиці (мур.)                                    | 1785 р.            | с.Воротнів                     | 1032 / 1                             |
| 901                        | Дзвіниця церкви Різдва Богородицім                                 | 1869 р.            | с.Воротнів                     | 1032 / 2                             |
| 902                        | Мур з брамою (мур.)                                                | 1869 р.            | с.Воротнів                     | 1032 / 3                             |
| 903                        | Здвиженська церква (мур.)                                          | 1777 р.            | с.Коршів                       | 1033 / 1                             |
| 904                        | Мур з брамою (мур.)                                                | к.18 ст.           | с.Коршів                       | 1033 / 2                             |
| 905                        | Михайлівська церква (дер.)                                         | 1771 р.            | с.Несвіч                       | 104 / 1                              |
| 906                        | Дзвіниця Михайлівської церкви (мур.)                               | 1771 р.            | с.Несвіч                       | 104 / 2                              |
| 907                        | Покровська церква (мур.)                                           | 1745 р.            | с.Піддубці                     | 125 / 1                              |
| 908                        | Мур з брамою (мур.)                                                | 1745 р.            | с.Піддубці                     | 125 / 2                              |
| 909                        | Миколаївська церква (дер.)                                         | 1743 р.            | с.Смолигів                     | 1034 / 1                             |
| 910                        | Дзвіниця Миколаївської церкви (дер.)                               | 18 - 20 ст.        | с.Смолигів                     | 1034 / 2                             |
| 911                        | Церква Св.Луки (дер.)                                              | 1795 р.            | с.Усичі                        | 1035 / 0                             |
| 912                        | Успенська церква (дер.)                                            | 1780 р.            | с.Шепель                       | 146 / 0                              |
| Любешівський район         |                                                                    |                    |                                |                                      |
| 913                        | Келії монастиря піарів (мур.)                                      | 1684 р.            | Любешів, вул.Незалежності, 54  | 1036 / 0                             |
| 914                        | Любешів, В'їзна брама садиби (мур.)                                | 18 ст.             | вул.Бондаренка, 77             | 1037 / 0                             |
| 915                        | Йоасафівська церква (дер.)                                         | 1769 р.            | с.Бірки                        | 1038 / 0                             |
| 916                        | Успенська церква (дер.)                                            | 1779 р.            | с.Велика Глуша                 | 1039 / 0                             |
| Любомльський район         |                                                                    |                    |                                |                                      |
| 917                        | Георгіївська церква (мур.)                                         | 1264 р.            | вул.Незалежності, 12           | 132 / 0                              |
| 918                        | Костел Св. Трійці (мур.)                                           | 1412 р.            | вул.Самохіна, 16               | 133 / 1                              |
| 919                        | Дзвіниця костелу Св. Трійці (мур.)                                 | 1640 р.            | вул.Самохіна, 16               | 133 / 2                              |
| 920                        | Палац Браницьких (мур.)                                            | к.18 ст.           | вул.1-го Травня, 1             | 1040 / 0                             |
| 921                        | Троїцька церква (мур.)                                             | 1841 р.            | смт.Головне                    | 1041 / 1                             |
| 922                        | Надбрамна дзвіниця Троїцької церкви (мур.)                         | 1841 р.            | смт.Головне                    | 1041 / 2                             |
| 923                        | Дмитрівська церква (дер.)                                          | 1674 р.            | с.Згорани                      | 136 / 1                              |
| 924                        | Дзвіниця Дмитрівської церкви (дер.)                                | 1674 р.            | с.Згорани                      | 136 / 2                              |
| 925                        | Церква Іоана Богослова (мур.)                                      | 1777 р.            | с.Штунь                        | 139 / 1                              |
| 926                        | Дзвіниця церкви Іоана Богослова (мур.)                             | 1777 р.            | с.Штунь                        | 139 / 2                              |
| Маневицький район          |                                                                    |                    |                                |                                      |
| 927                        | Михайлівська церква (дер.)                                         | 1691 р.            | с.Карасин                      | 121 / 0                              |
| 928                        | Костел домініканів (мур.)                                          | 1736 - 1741 рр.    | с.Старий Чорторийськ           | 126 / 0                              |
| 929                        | Церква Різдва Богородиці (дер.)                                    | 1772 р.            | с.Троянівка                    | 127 / 1                              |
| 930                        | Дзвіниця церкви Різдва Богородиці (дер.)                           | 1772 р.            | с.Троянівка                    | 127 / 2                              |
| 931                        | Преображенська церква (мур.)                                       | 1600 р.            | с.Четвертня                    | 128 / 1                              |
| 932                        | Дзвіниця Преображен-ської церкви (мур.)                            | п.20 ст.           | с.Четвертня                    | 128 / 2                              |
| Ратнівський район          |                                                                    |                    |                                |                                      |
| 933                        | Здвиженська церква (дер.)                                          | 1795 р.            | смт.Заболоття                  | 109 / 1                              |
| 934                        | Дзвіниця Здвиженської церкви (дер.)                                | 1877 р.            | смт.Заболоття                  | 109 / 2                              |
| 935                        | Церква Св.Параскеви (дер.)                                         | 1794 р.            | с.Заліси                       | 1045 / 0                             |
| 936                        | Михайлівська церква (дер.)                                         | 1809 р.            | с.Замшани                      | 1044 / 0                             |
| 937                        | Церква Різдва Богородиці (дер.)                                    | 17 ст., 1784 р.    | с.Здомишель                    | 1046 / 0                             |
| 938                        | Успенська церква (дер.)                                            | 1783 р.            | с.Краска                       | 1047 / 0                             |
| 939                        | Церква СвПараскеви (дер.)                                          | 1830 рю            | с.Самари                       | 1048 / 1                             |
| 940                        | Дзвіния церкви Св.Параскеви (дер.)                                 | 1876 р.            | с.Самари                       | 1048 / 2                             |
| 941                        | Миколаївська церква (дер.)                                         | 1778 р.            | с.Тур                          | 115 / 1                              |
| 942                        | Дзвіниця Миколаївської церкви (дер.)                               | 1778 р.            | с.Тур                          | 115 / 2                              |
| Рожищенський район         |                                                                    |                    |                                |                                      |
| 943                        | Петропавлівська церква (мур.)                                      | 1629 р.            | с.Іванівка                     | 141 / 0                              |
| 944                        | Костел (дер.)                                                      | 1771 р.            | с.Вишеньки                     | 1049 / 0                             |
| 945                        | Покровська церква (дер.)                                           | 1762 р.            | с.Городині                     | 1050 / 0                             |
| 946                        | Церква Св.Луки (дер.)                                              | 17 - ст., 1881 р.  | с.Доросині                     | 1051 / 0                             |
| 947                        | Поштова станція (мур.)                                             | сер.19 ст.         | с.Копачівка                    | 1052 / 0                             |
| 948                        | Стефанівська церква (дер.)                                         | 1761 - 1788 р.     | с.Пожарки                      | 143 / 1                              |
| 949                        | Дзвіниця Стефанівської церкви (дер.)                               | п.19 ст.           | с.Пожарки                      | 143 / 2                              |
| 950                        | Троїцька церква                                                    | 1786 р.            | с.Рудка-Козинська              | 1053 / 0                             |
| 951                        | Успенська церква (мур.)                                            | 1816 р.            | с.Сокіл                        | 145 / 1                              |
| 952                        | Дзвіниця Успенської церкви (дер.)                                  | п.19 ст.           | с.Сокіл                        | 145 / 2                              |
| 953                        | Михайлівська церква (дер.)                                         | 1661 - 1767 рр.    | с.Щурин                        | 147 / 1                              |
| 954                        | Дзвіниця Михайлівської церкви (дер.)                               | 18 ст.             | с.Щурин                        | 147 / 2                              |
| Старовижівський район      |                                                                    |                    |                                |                                      |
| 955                        | Преображенська церква (дер.)                                       | 1869 р.            | смт.Стара Вижівка              | 1054 / 1                             |
| 956                        | Дзвіниця Преображен-ської церкви (дер.)                            | сер.18 ст.         | смт.Стара Вижівка              | 1054 / 2                             |
| 957                        | Комплекс Миколаївського монастиря (мур.):                          | 1542 р. - 19 ст.   | с.Мильці                       | 131 / 0                              |
| 958                        | Миколаївський собор (мур.)                                         | 1542 р.            | с.Мильці                       | 131 / 1                              |
| 959                        | Дзвіниця (мур.)                                                    | 1901 р.            | с.Мильці                       | 131 / 2                              |
| 960                        | Будинок ігумена (мур.)                                             | п.18 ст.           | с.Мильці                       | 131 / 3                              |
| 961                        | Корпус келій з теплою трапезною церквою (мур.)                     | к.18 ст.           | с.Мильці                       | 131 / 4                              |
| 962                        | Онуфріївська церква (мур.)                                         | 1723 р.            | с.Мильці                       | 1055 / 0                             |
| Турійський район           |                                                                    |                    |                                |                                      |
| 963                        | Костел Св.Ганни (мур.)                                             | 16 ст.             | смт.Луків                      | 134 / 0                              |
| 964                        | Церква Св.Параскеви (мур.)                                         | 1723 р.            | смт.Луків                      | 135 / 1                              |
| 965                        | Дзвіниця церкви Св.Параскеви (дер.)                                | 1723 р.            | смт.Луків                      | 135 / 2                              |
| 966                        | Церква Різдва Богородиці (дер.)                                    | 1676 р.            | с.Новосілки                    | 137 / 0                              |
| 967                        | Здвиженська церква (мур.)                                          | 1821 р.            | с.Обеніжи                      | 1056 / 1                             |
| 968                        | Дзвіниуя Здвиженської церкви (мур.)                                | 1821 р.            | с.Обеніжи                      | 1056 / 2                             |
| 969                        | Михайлівська церква (дер.)                                         | 1772 р.            | с.Оса                          | 94 / 0                               |
| 970                        | Здвиженська церква (дер.)                                          | 1777 р.            | с.Туропин                      | 97 / 0                               |
| Шацький район              |                                                                    |                    |                                |                                      |
| 971                        | Казанська церква (дер.)                                            | 1801 р.            | с.Піща                         | 1043 / 0                             |
| 972                        | Петропавлівська церква (мур.)                                      | 1846 р.            | с.Світязь                      | 1043 / 1                             |
| 973                        | Дхвіниця Петропавлів-ської церкви (мур.)                           | 1846 р.            | с.Світязь                      | 1043 / 2                             |